# Französische Frauen-Handballnationalmannschaft

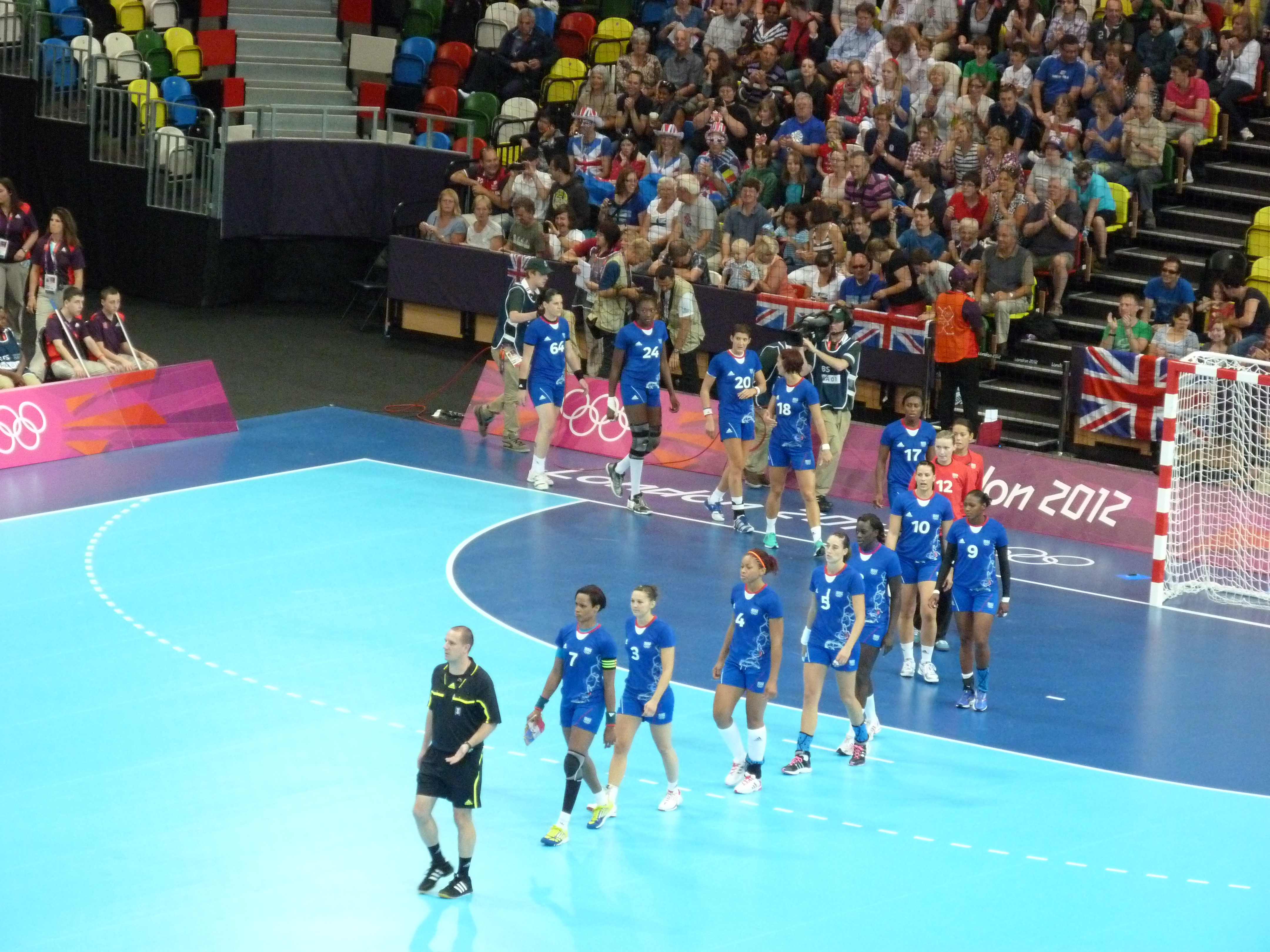
Französische Frauen-Handballnationalmannschaft vor dem Spiel gegen Schweden bei den Olympischen Sommerspielen 2012

Die französische Frauen-Handballnationalmannschaft vertritt Frankreich bei internationalen Turnieren im Frauenhandball.
Der Gewinn der Weltmeisterschaft 2003, der Weltmeisterschaft 2017, der Weltmeisterschaft 2023, der Europameisterschaft 2018 und die Goldmedaille bei den Olympischen Spielen 2020 sind die bislang größten Erfolge der französischen Mannschaft.

## Teilnahme an Meisterschaften

### Weltmeisterschaften (Feld)
- Weltmeisterschaft 1949: 4. Platz
- Weltmeisterschaft 1956: 6. Platz

### Weltmeisterschaften (Halle)
- Weltmeisterschaft 1986: 14. Platz
- Weltmeisterschaft 1990: 14. Platz
- Weltmeisterschaft 1997: 10. Platz
- Weltmeisterschaft 1999: 02. Platz
- Weltmeisterschaft 2001: 05. Platz
- Weltmeisterschaft 2003: 01. Platz (Weltmeister)
- Weltmeisterschaft 2005: 12. Platz
- Weltmeisterschaft 2007: 05. Platz
- Weltmeisterschaft 2009: 02. Platz
- Weltmeisterschaft 2011: 02. Platz
- Weltmeisterschaft 2013: 06. Platz
- Weltmeisterschaft 2015: 07. Platz
- Weltmeisterschaft 2017: 01. Platz (Weltmeister)
- Weltmeisterschaft 2019: 13. Platz
- Weltmeisterschaft 2021: 02. Platz von 32 Teams
Team: Laura Glauser (eingesetzt in 9 Spielen / 0 Tore geworfen), Méline Nocandy (9/21), Alicia Toublanc (9/21), Chloé Valentini (9/14), Allison Pineau (9/23), Coralie Lassource (9/24), Grâce Zaadi (9/27), Kalidiatou Niakaté (5/4) – am 13. Dezember ersetzt durch Orlane Kanor (4/2), Cléopâtre Darleux (9/1), Océane Sercien-Ugolin (9/14), Laura Flippes (6/13) – am 7. Dezember ersetzt durch Orlane Ahanda (0/0), Tamara Horacek (9/8), Béatrice Edwige (9/7), Pauletta Foppa (9/29), Estelle Nze Minko (9/16), Oriane Ondono (0/0) – am 13. Dezember ersetzt durch Laura Flippes, Lucie Granier (9/15), Catherine Gabriel (0/0);[1] Trainer war Olivier Krumbholz.
- Weltmeisterschaft 2023: 01. Platz (Weltmeister)
Team: Sarah Bouktit (8/22), Camille Depuiset (1/0), Laura Flippes (7/14), Pauletta Foppa (8/17), Laura Glauser (9/0), Léna Grandveau (9/20), Lucie Granier (9/14), Tamara Horacek (9/27), Orlane Kanor (9/32), Coralie Lassource (8/15), Déborah Lassource (6/4), Méline Nocandy (9/11), Estelle Nze Minko (9/30), Oriane Ondono (1/4), Hatadou Sako (8/0), Océane Sercien-Ugolin (2/3), Alicia Toublanc (9/30), Chloé Valentini (9/38), Grâce Zaadi (9/9)[2]
Trainer: Olivier Krumbholz
- Weltmeisterschaft 2025: qualifiziert als Titelträger

### Europameisterschaften
- Europameisterschaft 2000: 05. Platz
- Europameisterschaft 2002: 03. Platz
- Europameisterschaft 2004: 11. Platz
- Europameisterschaft 2006: 03. Platz
- Europameisterschaft 2008: 14. Platz
- Europameisterschaft 2010: 05. Platz
- Europameisterschaft 2012: 09. Platz
- Europameisterschaft 2014: 05. Platz
- Europameisterschaft 2016: 03. Platz
- Europameisterschaft 2018: 01. Platz (Europameister)

Mannschaftsaufstellung bei der Europameisterschaft 2018
- Europameisterschaft 2020: 02. Platz

Mannschaftsaufstellung bei der Europameisterschaft 2020
- Europameisterschaft 2022:  04. Platz (von 16 Teams)

Mannschaftsaufstellung bei der Europameisterschaft 2022
- Europameisterschaft 2024: 04. Platz (von 24 Teams)

### Olympische Spiele
- Olympische Sommerspiele 2000: 06. Platz
- Olympische Sommerspiele 2004: 04. Platz
- Olympische Sommerspiele 2008: 05. Platz
- Olympische Sommerspiele 2012: 05. Platz
- Olympische Sommerspiele 2016: 02. Platz
- Olympische Sommerspiele 2020: 01. Platz (Olympiasieger)
- Olympische Sommerspiele 2024: 02. Platz

### Mittelmeerspiele
- Gold: 2001

## Spielerinnen

### Aktueller Kader
Floriane André (Brest Bretagne Handball), Laura Glauser (Ferencváros Budapest), Hatadou Sako (Győri ETO KC), Coralie Lassource (Brest Bretagne Handball), Chloé Valentini (Metz HB), Orlane Kanor (Ferencváros Budapest), Clarisse Mairot (Brest Bretagne Handball), Estelle Nze Minko (Győri ETO KC), Tamara Horacek (RK Krim), Grâce Zaadi (RK Krim), Sarah Bouktit (Metz HB), Pauletta Foppa (Brest Bretagne Handball), Oriane Ondono (Brest Bretagne Handball), Laura Flippes (Metz HB), Léna Grandveau (Metz HB), Déborah Lassource (Borussia Dortmund), Pauline Coatanea (Brest Bretagne Handball), Lucie Granier (Metz HB), Alicia Toublanc (SCM Râmnicu Vâlcea)

### Bekannte ehemalige Nationalspielerinnen
Zu den bekannten ehemaligen Spielerinnen gehören Véronique Pecqueux-Rolland, Isabelle Wendling, Sophie Herbrecht, Alexandra Lacrabère, Amandine Leynaud, Nodjialem Myaro, Valérie Nicolas und Siraba Dembélé.

## Trainer
Die französische Auswahl wird seit 2024 von Sébastien Gardillou trainiert. Davor war Olivier Krumbholz von 2016 bis 2024 sowie von 1998 bis 2013 Trainer. Zwischen den beiden Amtszeiten von Krumbholz übte Alain Portes von 2013 bis 2015 das Traineramt aus. Carole Martin war Trainerin von 1991 bis 1997. Von 1987 bis 1990 trainierten Bernard Boutellier, von 1986 bis 1987 Christine Carré, Liliane Maurin und Franck Rongeot, von 1981 bis 1986 Jean-Paul Martinet, von 1977 bis 1980 Claude Bayer und von 1960 bis 1977 Marguerite Viala und Jean-Claude Thomas das Team.